# سدر الحيطان
سدر الحيطان إحدى قرى مركز نخل التابع لمحافظة شمال سيناء بجمهورية مصر العربية.